# Habronestes monocornis
Habronestes monocornis là một loài nhện trong họ Zodariidae.
Loài này thuộc chi Habronestes. Habronestes monocornis được Barbara C. Baehr miêu tả năm 2003.